# 費景漢
費景漢（英語：John C. H. Fei，1923年3月11日—1996年7月19日），北京市人，經濟學專家，逝世於台北。

## 家庭
- 祖父費起鳳，祖母徐氏，世居北京。
- 叔祖費起鶴（1879-1953，字雲皋），留學美國。1921年與周詒春、王寵惠、王長信、夏廷獻等出資，在燈市口38號仁立號商店的基礎上創辦仁立股份有限公司，主要經营地毯和手工藝品。嬸祖母王玉榮（1890-1964）。
- 父費興仁於1886年（清光緒十二年）11月15日生於北京，1908年（光緒三十四年）畢業於華北協和醫院，1912年（民國元年）獲美國歐柏林學院（OberlinCollege）學士學位，1914年（民國三年）獲耶魯大學（YaleUniversity）社會科學碩士學位。費父曾任仁立地毯公司經理，京漢鐵路英文書記，滿洲食糧公司經理，並於1922年（民國十一年）起獨立經商，創辦古玩店京奇行，從事進出口貿易。在抗日戰爭期間，移居天津。1946年（民國三十五年）12月8日卒於北京。
- 母ElizabethTse-VongCornish，是NicholasEdwardCornish與Ling-LingTai之女。曾於1912至1913年就讀於歐柏林學院。費景漢之父母於1914年7月21日在美國芝加哥結婚，婚後返回北京。
- 費氏於七兄弟姊妹中排行第六，上有二兄：費景云，費景天；三姊：費皎云，費綺云，費美云；下有一妹：費裁云。諸兄姊妹皆受中美兩國高等教育。

## 生平
- 幼時家住北京東城區燈市口，與育英中學只有咫尺之遙，小學和中學都是在育英上的，乳名「禿禿」。
- 1940年（民國二十九年），考上燕京大學。
- 1941年（民國三十年）12月珍珠港事變後，燕京大學雖被迫關門，後於1942年（民國三十一年）在成都復校。與三姊費美云乃於1943年（民國三十二年）春結伴到達成都，繼續學業，於1945年（民國三十四年）畢業，獲經濟學學士學位，因成績優異名列前茅而獲得「司徒雷登獎」。
- 抗戰勝利後，到上海，任職於聯合國善後救濟總署（UnitedNationsReliefandRehabilitationAdministration,UNRRA)。
- 1947年（民國三十六年），負笈美國，入華盛頓大學（UniversityofWashington,Seattle）深造，於1948年（民國三十七年）獲經濟學碩士學位，隨即轉入麻省理工學院（MIT,MassachusettsInstituteofTechnology）繼續深造，於1952年（民國四十一年）獲經濟學博士學位，時年僅29歲，即在麻省理工學院任講師，同時在哈佛大學（HarvardUniversity）的經濟研究計畫擔任研究員。
- 1955年至1962年（民國四十四至五十一年），任教於俄亥俄州安狄歐克學院（AntiochCollege），其間曾於1958年（民國四十七年）冬季，在華盛頓大學擔任訪問教授，於1960年（民國四十九年）1月至翌年8月間，任教於巴基斯坦首都喀喇蚩經濟發展研究所（InstituteofDevelopmentEconomics,Karachi）。在那裡，結識了後來與他長期合作的古斯塔夫·拉尼斯（GustavRanis）。
- 1962年至1965年（民國五十一至五十四年），轉任耶魯大學副教授，其後四年（1965-1969），擔任康乃爾大學（CornellUniversity）卡爾馬可（CarlMark）講座教授。
- 1969年（民國五十八年）以後，任耶魯大學教授，直至1993年（民國八十二年）退休，改任榮譽教授。由於他在經濟發展理論上的貢獻，費景漢於1972年（民國六十一年）當選為中央研究院院士。從此，他常常回到台灣，與財經方面的院士向政府提出有關台灣經濟發展的諫言[1]。
- 1975年（民國六十四年）7月至1977年（民國六十六年）1月在東吳大學與台灣大學任教（費氏在耶魯大學任教期間），並於1980年至1982年（民國六十九至七十一年）間繼蔣碩傑之後擔任台灣經濟研究所所長；於1984年（民國七十三年）應邀至美國喬治城大學（GeorgetownUniversity）擔任講座教授；在1991年（民國八十年）7月以後，輪流講學於東吳大學和台灣大學。
- 自耶魯大學退休後，決意返台定居，再一次繼蔣碩傑之後，自1993年（民國八十二年）10月起擔任中華經濟研究院董事長。
- 1996年（民國八十五年）7月中，到東京的美國駐日大使館放棄美國國籍，17日才從日本回國，19日猝然逝世。